# اوگنی روگوف
اوگنی روگوف (روسی: Евгений Александрович Рогов؛ ۸ آوریل ۱۹۲۹ – ۶ ژوئیهٔ ۱۹۹۶) بازیکن و مربی فوتبال اهل اتحاد جماهیر شوروی سوسیالیستی بود.
از باشگاه‌هایی که در آن بازی کرده‌است می‌توان به باشگاه فوتبال لوکوموتیو مسکو اشاره کرد.